# Tarenna helferi
Tarenna helferi är en måreväxtart som först beskrevs av Wilhelm Sulpiz Kurz, och fick sitt nu gällande namn av Nambiyath Puthansurayil Balakrishnan. Tarenna helferi ingår i släktet Tarenna och familjen måreväxter. Inga underarter finns listade i Catalogue of Life.